# Jess Carter
Jessica "Jess" Leigh Carter, född 27 oktober 1997 i Warwick, är en engelsk fotbollsspelare.

## Karriär
Jess Carter inledde sin seniorkarriär i Birmingham City år 2013 och spelade för Chelsea LFC mellan 2018 och 2024 innan hon kontrakterades av Gotham FC i National Women's Soccer League. Hon har även representerat den engelska damlandslaget där hon debuterade år 2017. Hon ingick i det engelska lag som tog guld i EM 2022 och silver i VM 2023.